# Castillo de Bañeras
El Castillo de Bañeras es un edificio de la población de Bañeras perteneciente a la comarca catalana del Bajo Panadés en la provincia de Tarragona. Incluido en el Inventario del Patrimonio Arquitectónico de Cataluña y protegido como Bien Cultural de Interés Nacional.

## Historia
La primera referencia escrita sobre la torre de guardia de Bañeras es del 938, en la confirmación de las posesiones de Luis de Ultramar. El año 988 el rey Lotario asignó al monasterio de Sant Cugat del Vallés el dominio de la torre y de otros castillos. En la colina del Puig se han encontrado restos de cerámica musulmana, lo que originó dos hipótesis: el lugar fue ocupado por los sarracenos o bien la cerámica llegó gracias al comercio. En el año 1032 el obispo Guadall otorgó como feudo el «castillo de Banyeres» a Mir Llop Sanç. Los bañerenses ampliaron sus dominios (el Albornar, Tomoví, Albinyana), que obtuvieron en feudo de Sant Cugat durante el siglo XI. En 1177 el obispo de Barcelona pleiteó contra Guisla de Banyers por usurpación de los derechos que la mitra tenía en este castillo. En 1371 el castillo pasó al patrimonio real. En el siglo XVII, el castillo y el lugar de Bañeras todavía pertenecían a la corona.

## Descripción
Permanece parte de una torre situada en la cima del monte, parcialmente derribada. Tenía una estructura cilíndrica de la que queda menos de la mitad. Está construida de mampostería con sillares irregulares. Tiene una altura aproximada de 12 metros.